# Championnat national de tennis des États-Unis 1932
Pour un article plus général, voir US Open de tennis.
Résultats détaillés de l’édition 1932 du championnat de tennis US National qui est disputée du 15 au 21 août 1932.

## Palmarès
| Tableau          | Vainqueurs                            | Vainqueurs             | Score         | Finalistes                        | Finalistes             |
| ---------------- | ------------------------------------- | ---------------------- | ------------- | --------------------------------- | ---------------------- |
| Simple dames     | Helen Hull Jacobs                     | États-Unis             | 6-2, 6-2      | Carolin Babcock Stark             | États-Unis             |
| Simple messieurs | Ellsworth Vines                       | États-Unis             | 6-4, 6-4, 6-4 | Henri Cochet                      | France                 |
| Double dames     | Helen Hull Jacobs Sarah Palfrey Cooke | États-Unis             | 3-6, 6-3, 7-5 | Edith Cross Anna McCune Harper    | Royaume-Uni États-Unis |
| Double messieurs | Ellsworth Vines Keith Gledhill        | États-Unis             | 6-4 6-3 6-2   | Wilmer Allison John Van Ryn       | États-Unis             |
| Double mixte     | Sarah Palfrey Cooke Fred Perry        | États-Unis Royaume-Uni | 6-3, 7-5      | Helen Hull Jacobs Ellsworth Vines | États-Unis             |

## Simple dames
|  |                 |  |   |   |  |
|  | Finale          |  |   |   |  |
|  |                 |  |   |   |  |
|  |                 |  |   |   |  |
|  | Helen Jacobs    |  | 6 | 6 |  |
|  | Helen Jacobs    |  | 6 | 6 |  |
|  | Carolin Babcock |  | 2 | 2 |  |

## Double dames
|  |                                |  |   |   |   |
|  | Finale                         |  |   |   |   |
|  |                                |  |   |   |   |
|  |                                |  |   |   |   |
|  | Helen Jacobs Sarah Palfrey     |  | 3 | 6 | 7 |
|  | Helen Jacobs Sarah Palfrey     |  | 3 | 6 | 7 |
|  | Edith Cross Anna McCune Harper |  | 6 | 3 | 5 |

## Double mixte
|  |                              |  |   |   |  |
|  | Finale                       |  |   |   |  |
|  |                              |  |   |   |  |
|  |                              |  |   |   |  |
|  | Sarah Palfrey Fred Perry     |  | 6 | 7 |  |
|  | Sarah Palfrey Fred Perry     |  | 6 | 7 |  |
|  | Helen Jacobs Ellsworth Vines |  | 3 | 5 |  |